# Obština Jambol
Obština Jambol (bulharsky Община Ямбол, používá se také Ямбол-град – Jambol-město) je bulharská jednotka územní samosprávy v Jambolské oblasti. Leží v jihovýchodním Bulharsku v údolí řeky Tundža. Obština je totožná s městem Jambol a kromě něj nezahrnuje žádná jiná sídla. Žijí zde zhruba 72 tisíce stálých obyvatel.

## Sídla
Obština má jediné sídlo – město Jambol.

## Sousední obštiny
Obština je obklopena obštinou Tundža a nesousedí s žádnou jinou obštinou.

## Obyvatelstvo
V obštině žije 72 098 stálých obyvatel a včetně přechodně hlášených obyvatel 86 516. Podle sčítáni 1. února 2011 bylo národnostní složení následující:
- Bulhaři: 59 899 (87.1 %)
- Romové: 4 263 (6.2 %)
- Turci: 3 185 (4.6 %)
- ostatní: 1 397 (2.0 %)